# Robert Henryson
Robert Henryson (1425 circa – 1506 circa) è stato un poeta scozzese.

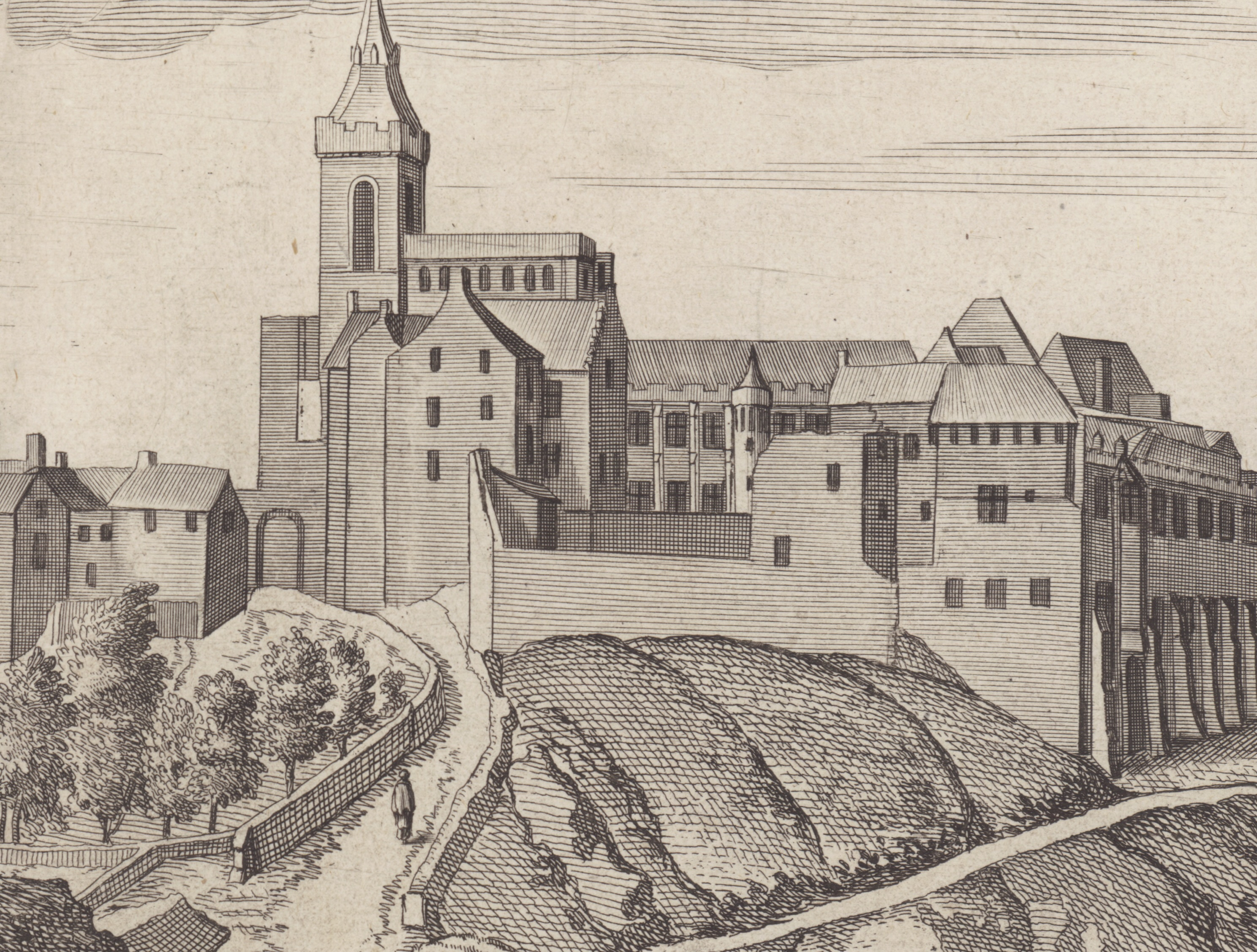
Abbazia di Dunfermline, 1693

Egli fu probabilmente insegnante presso l'abbazia benedettina di Dunfermline come si rileva da una pagina dell'edizione delle sue Favole del 1570, in cui è scritto che egli era un "scholemaister of Dunfermeling".

Non vi è nessuna segnalazione che faccia credere che egli avesse studiato a St Andrews, l'unica università della Scozia in quel periodo, ma un "Master Robert Henryson", che riporta la data del 1462, si trova nei registri dell'Università di Glasgow.
Egli scrisse una continuazione del "Troilus" di Geoffrey Chaucer con il suo poema il Testamento di Cressida (Testament of Cresseid) del 1493 che può essere considerato un memento mori e una storia della purificazione di Cressida attraverso la punizione divina per la sua slealtà e senza dubbio uno dei più significativi documenti della tradizione poetica scozzese.
A Henryson si devono anche le Favole morali di Esopo frigio (Morall fabillis of Esope the phrygian) che vennero stampate solamente nel 1621, tredici parafrasi di favole esopiane narrate con vivacità e umorismo, ricche di osservazioni realistiche sulla vita rurale dei campi.
Compone inoltre un poema intitolato Orfeo e Euridice(Orpheus and Eurydice, conosciuto anche come Racconto di Orfeo, Tale of Orpheus), tratto da Boezio, che contiene dei validi passi, soprattutto nei versi della lirica del lamento di Orfeo.
All'Henryson si deve anche l'opera Robene and Makine scritto sotto l'influsso della pastorelle della letteratura francese, ma ha meriti poetici che la rendono unica rispetto al genere: a differenza della maggior parte dei poemi minori è indipendente dalla tradizione chauceriana.
Le altre opere hanno come tema argomenti tipici del Quattrocento, quali l'invecchiare, la morte, la credulità, la mancanza di saggezza e simili. I versi intitolati Sum Practysis of Medecyne (Pratica medica), cui alcuni studiosi hanno negato l'attribuzione a Henryson, sono un esempio di quel burlesco un po' trasgressivo prodotto in singole opere dei più grandi maestri quali Dunbar, Douglas e Lyndsay. Per questa ragione e non per altre, la differenza di tono nulla detrae alla sua autenticità.
Le autorità editoriali che si sono occupate dello studio del manoscritto sono la Asloan, Bannatyne, Maitland Folio, Makculloch, Gray and Riddell. La Chepman and Myllar's Prints (1508) ha riprodotto, preservandoli, due dei poemi minori e un frammento di Orfeo e Euridice. La prima edizione completa fu messa a punto dall'antiquario scozzese David Laing (1 vol., Edimburgo, 1865).